# Toårig natlys
Toårig natlys (Oenothera biennis) er en toårig plante. Den danner først en grundstillet bladroset, og året efter skyder en opret stængel i vejret. Bladene er grågrønne og dunhårede. Blomsterne er lysegule. Frugterne er kapsler med mange, brune frø. Planten er spredt fra dyrkning og findes på lysåbne, tørre og næringsfattige voksesteder i Midtjylland og på Sjælland.

## Kendetegn
Toårig natlys danner først en grundstillet bladroset. Her er bladene elliptiske og behårede. Næste år danner den en opretvoksende, lysegrøn til rødlig stængel, som bærer spredt stillede, lancetformede blade med hel rand. Begge bladsider er lyst grågrønne og dunhårede. Blomstringen foregår i juni-august, hvor man finder blomsterne samlet i et endestillet aks. De blomster, som endnu ikke er udsprunget, ses som kompakt sammenrullede kegler. Bægerbladene er grågrønne og smalle, mens de fire kronblade er lysegule. De enkelte blomster foldes ud i tusmørket i løbet af ca. 20 minutter, ved at de kegleformede knopper vrider sig skrueformet. Frugten en er en slank Kapsel, der rummer mange frø.
Rodsystemet består af en pælerod med mange siderødder. Blomsterne frigiver en behagelig duft fra det øjeblik, hvor de åbner sig. Olien fra frøene hos natlys er flerumættet, og den angives derfor at have gunstig virkning på helbredet.
Planten bliver ca. 100 cm høj og 25 cm bred.

## Hjemsted
Toårig natlys hører oprindeligt hjemme på veldrænet og gruset jordbund med lysåben eller let skyggede vegetation i Nordamerika (fra Newfoundland i nordøst til Alberta i nordvest og fra Florida i sydøst til Texas i sydvest). I Acadia National Park, som ligger i Maines bjerge ud mod Atlanterhavet vokser den på næringsfattig bund sammen med bl.a. almindelig perlekurv, almindelig thuja, almindelig tranebær, amerikansk asp, amerikansk bøg, bregnepors, bølget treblad, canadataks, canadisk gyldenris, canadisk henlock, canadisk hønsebær, canadisk kortlæbe, carolinarose, filtet spiræa, glansbladet hæg, hjortetaktræ, hvidask, håret solhat, krybende ene, kæmpesilkeplante, labradorrøn, lav blåbær, nedliggende bjergte, nybelgisk asters, papirbirk, Photinia melanocarpa (en art af glansmispel), rosenbrombær, rosenrobinie, rundfinnet radeløv, rødeg, smalbladet kalmia, sortgran, tandet kvalkved, virginsk troldnød, virginsk vinterbær og virginsk ærenpris. 

## Galleri
|  |  |  |
|  |  |  |

## Note
1. ↑  Netdoktor.dk: Om fedtstoffets opbygning
2. ↑  Consortium of Northeastern Herbaria: - Acadia National Park